# 小島醸造
合同会社小島醸造（こじまじょうぞう）は、愛知県犬山市犬山東古券633にある酒造メーカー（酒蔵）。慶長2年（1597年）創業。屋号は和泉屋（）。薬用酒である忍冬酒（にんどうしゅ、荵苳酒）の製造で知られる。

## 歴史

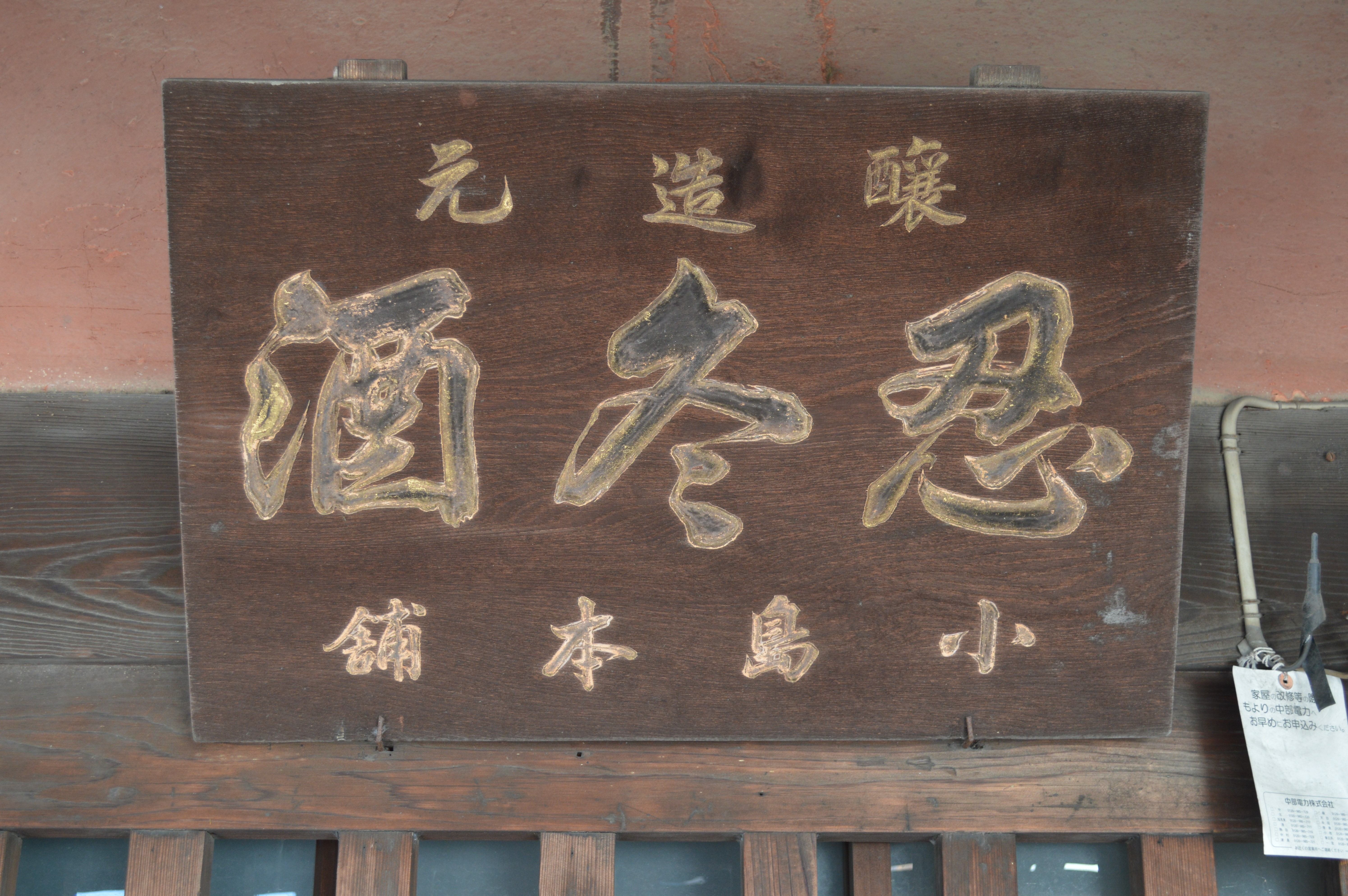
忍冬酒の看板

### 創業
もともと小島家は犬山城下町の余坂に家を構えていた武士の家系である。初代の小島彦介は文禄元年（1592年）に文禄・慶長の役（朝鮮出兵）に参加し、朝鮮半島から忍冬酒の製造法を知る杜氏を連れて帰った。
朝鮮では宮廷でも忍冬酒が飲まれていたと伝わる。小島彦介は帰国後に武士を捨てて商人となり、慶長2年（1597年）に練屋町の現在地で忍冬酒の醸造を始めた。小島醸造はこの年を創業年としている。

### 近世

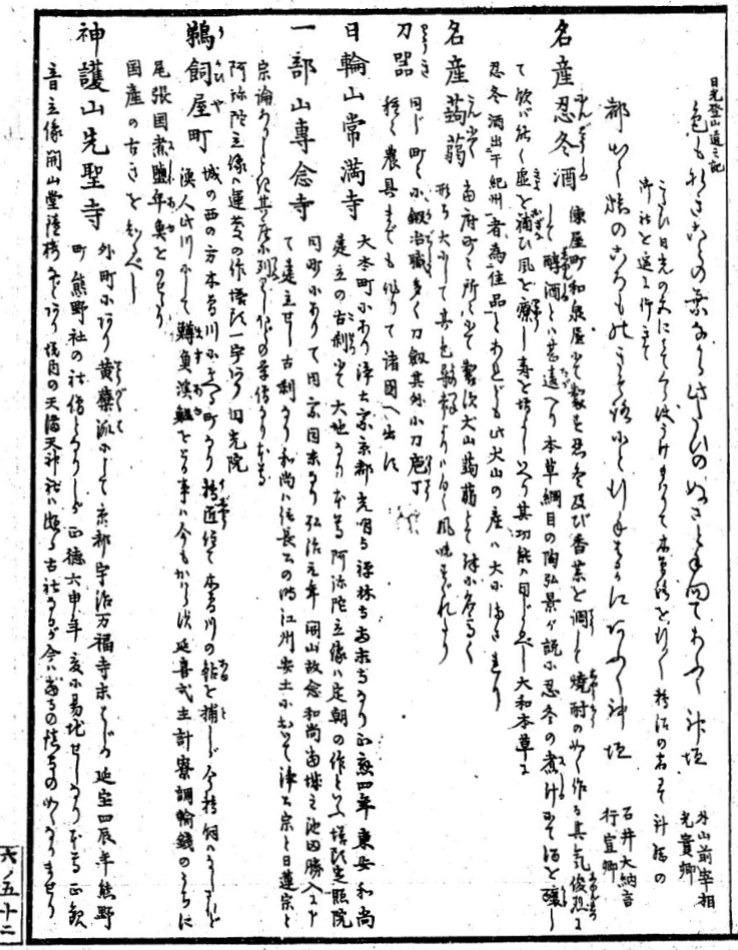
犬山の名産として忍冬酒がある『尾張名所図会』

忍冬酒は不老長寿の酒として珍重され、徳川家康も愛飲したと伝わる。元和5年（1619年）には沢庵和尚が犬山を訪れ、小島家の忍冬酒を賞賛した。小島家には「冬を忍ぶ酒の名もよしさむさ経て、咲出む梅を人になぞへて」と書かれた沢庵和尚の掛け軸が残されている。
文政10年（1827年）に千葉の金光院で受けた商売繁盛の祈祷札が残されている。天保8年（1837年）の『尾張国酒造米高帳』によると尾張藩が公認した犬山の酒造業者は6名であり、小島家の酒造米仕込高が1350石、上本町の犬飼家の酒造米仕込高が1200石、その他は10石から100石程度だった。
江戸時代には忍冬酒が犬山藩主の成瀬家から将軍家への献上品となり、また諸大名への贈答品にもなった。江戸時代の小島家は名字帯刀を許され、犬山城下町の惣町代（町年寄）を務めた。江戸時代末期から明治時代初期にかけて刊行された『尾張名所図会』には、忍冬酒が犬山藩の名産品として記されている。

### 近代
小説家の田山花袋は1910年（明治43年）に著した『二十二篇』には短編「忍冬酒」がある。

### 現代
2008年（平成20年）には同じく犬山市にある小弓鶴酒造との共同企画により、忍冬酒と小弓鶴酒造の「琥珀酔」をセットにした犬山伝承酒の販売を開始した。蔵元の直売所以外では初めて忍冬酒が販売されることとなった。

## 商品

小島醸造の広告

### 忍冬酒
小島醸造はスイカズラと米を発酵させた薬用酒である忍冬酒（にんどうしゅ、荵苳酒）を製造している。スイカズラ（忍冬、荵苳）は漢方薬にも用いられる植物であり、犬山城近辺にも生育しているとされる。忍冬酒は身体を温める効果があり、滋養強壮効果もあるとされる。
かつては紀州藩や浜松藩でも忍冬酒が製造されていたが、両者は明治維新を機に製造が途絶え、現在も製造を続けているのは小島醸造のみである。なお、和歌山で忍冬酒を製造していた北村家の創業の事情は小島醸造と似通っているとされる。忍冬酒の製造法は一子相伝であり、門外不出の秘法とされる。

## 建築物
小島家住宅は約1000坪の敷地を有する広大な町屋である。1998年（平成10年）には犬山市都市景観賞を受賞した。2005年（平成17年）2月9日には小島家住宅主屋、座敷、南蔵、北酒蔵及び北蔵、西酒蔵及び仕込場、寄付、屋根塀の7件が登録有形文化財に登録された。犬山市では「犬山の城下町を守る会」が登録有形文化財への登録の働き掛けを進めており、2004年度で活動がひと段落した。「犬山の城下町を守る会」も協力し、2014年（平成26年）から春と秋に内部の特別公開を行っている。
- 主屋 - 1897年（明治30年）頃の建築[11]。木造2階建、瓦葺。建築面積150m2[7]。通りに東面し、1階・2階とも表面は全面が格子となっている重厚な外観である[7]。朝鮮宮廷の建物を模して塀には弁柄が塗られた。
- 座敷 - 弘化4年（1847年）の建築[11]。木造平屋建、瓦葺、建築面積163m2[12]。主屋の南西に接続しており、15畳の広間、仏間、書院などを有する[12]。残月の間は京都の残月亭を模した部屋である[10]。
- 北酒蔵及び北蔵 - 江戸末期の建築[11]。土蔵造2階建、瓦葺、建築面積150m2[13]。敷地の北端部にあり、北酒蔵と北蔵が隣接して建っている[13]。
- 西酒蔵及び仕込場 - 江戸末期の建築[11]。土蔵造及び木造3階一部平屋建、瓦葺、建築面積307m2[14]。仕込場は主屋の西側背後にあり、さらに奥に西酒蔵が接続している[14]。
- 南蔵 - 江戸末期の建築[11]。土蔵造2階建、瓦葺、建築面積37m2[15]。敷地の南部にあり、座敷の西側背後にある[15]。
- 寄付 - 江戸末期の建築[11]。木造平屋建、瓦葺、建築面積19m2[16]。敷地南東隅にあり、茶事などに用いられた[16]。
- 屋根塀 - 明治中期の建築[11]。木造、瓦葺、延長56m、間口1.9m門付[17]。敷地の南側と通りに面した東側を仕切る塀であり、棟門形式の御成門を有する[17]。
- 庭園 - 慶長2年（1597年）に古田織部によって作庭された。